# オマリ・フォーソン
オマリ・ネイサン・フォーソン（Omari Nathan Forson, 2004年7月20日 - ）は、イングランドのハマースミス・アンド・フラム・ロンドン特別区ハマースミス出身のプロサッカー選手。セリエＡのACモンツァ所属。ポジションはミッドフィールダーまたはフォワード。

## 経歴

### マンチェスター・ユナイテッド
ウェストハム・ユナイテッドFC、トッテナム・ホットスパーFCを経て、2019年にマンチェスター・ユナイテッドFCのユースアカデミーに加入。2021年8月に最初のプロ契約を結んだ。
2023-24シーズン開幕前に初めてトップチームに帯同し、リーズ・ユナイテッドFC、ボルシア・ドルトムントとの親善試合に出場した 。シーズン開幕後、FAカップのウィガン・アスレティックFC戦に出場してプロデビュー。2024年2月2日のウルヴァーハンプトン・ワンダラーズFC戦にてプレミアリーグの公式戦に初出場し、コビー・メイヌーの決勝点をアシストした。

## 代表歴
2019年から世代別のイングランド代表に選出されている。
両親がガーナ出身のため、同国の代表資格も持つ。

## タイトル

### クラブ
マンチェスター・ユナイテッド
- FAカップ：1回（2023-24）